# Фоменко, Андрей Николаевич
Андрей Николаевич Фоменко (род. 2 ноября 1971, Ейск, Краснодарский край) — российский предприниматель в сфере недвижимости и биотехнологий. Андрей Фоменко является крупнейшим в Санкт-Петербурге владельцем офисной недвижимости. Также Фоменко развивает ряд медицинских проектов, в частности, является учредителем фонда «Вечная молодость» и спонсирует профильную научную конференцию «Биомедицинские инновации для здорового долголетия».
Андрей Фоменко начал заниматься бизнесом на первом курсе ФИНЭК (ныне Санкт-Петербургский государственный экономический университет), который впоследствии так и не закончил. В начале 90-х покупал и продавал небольшие коммерческие помещения. Затем занимался торговлей ценными бумагами. В результате кризиса 1998 года Фоменко прекратил инвестиционно-банковскую деятельность и переключился на рынок коммерческой недвижимости Петербурга.

## Бизнес-карьера

### Девелопмент и ценные бумаги
В 2001 году холдинг Андрея Фоменко «Империя» открыл в Санкт-Петербурге первый бизнес-центр «Сенатор». По состоянию на 2015 год сеть бизнес-центров «Сенатор» состояла из 26 объектов общей площадью 310 000 квадратных метров.

### Биотехнологии
В 1996 году Фоменко основал фонд «Вечная молодость», занимающийся финансированием и продвижением проектов, связанных с продлением жизни.
В декабре 2014 года Фоменко создал компанию, которая специализируется на инвестициях в области биотехнологий и продления жизни.
В 2020 году компания закончила свою деятельность.

## Состояние
В рейтинге миллиардеров «Самые богатые люди Петербурга» газеты «Деловой Петербург» 2015 года занял 37 место с состоянием в 23,8 млрд рублей. В списке 30 крупнейших рантье России журнала Forbes за 2014 год Андрей Фоменко занял 29 место с доходом от аренды $70 млн.
Занимал 16 место в «Рейтинге миллиардеров ДП — 2020». Состояние оценивалось в 53,1 млрд рублей. Основные активы: холдинг «Империя», «М-стиль», «Лига», УК «Сенатор».
В 2019 году Forbes поставил Андрея Фоменко на 26 место с доходом от аренды $75 млн.

## Членство в научных организациях
Фоменко является членом экспертного совета Института исследований старения Бака, мирового лидера в области фундаментальных и прикладных исследований механизмов старения. Также он является сопредседателем организационного комитета международной научной конференции «Биомедицинские инновации для здорового долголетия», проводимой в Санкт-Петербурге.

## Книги
В 2016 году стал соавтором книг «Потенциальные геропротекторы» и «Биомаркеры старения человека», которые вышли под редакцией ведущего российского геронтолога Алексея Москалева.
В 2021 году в издательстве «Альпина Pro» вышла книга «Фокус на жизнь. Научный подход к продлению молодости и здоровья». Опираясь на многочисленные исследования, а также примеры реальных долгожителей, Андрей Фоменко рассказывает, как и с помощью чего можно сохранить здоровье, молодость организма и прибавить дополнительные годы жизни.